# 20354 Rebeccachan
20354 Rebeccachan è un asteroide della fascia principale. Scoperto nel 1998, presenta un'orbita caratterizzata da un semiasse maggiore pari a 2,3465809 UA e da un'eccentricità di 0,1019903, inclinata di 6,41289° rispetto all'eclittica.